# Chipping Campden
Pour les articles homonymes, voir Chipping.
Chipping Campden est un petit bourg anglais situé dans le district de Cotswold et le comté de Gloucestershire.
Prospère depuis la grande époque du commerce lainier, le bourg attira, au début du XXe siècle, des artistes et artisans talentueux auxquels l'on doit, en partie, le parfait état de conservation de Chipping Campden.
Chipping Campden est un centre commercial, dans le district Cotswold en Angleterre (« Chipping » veut dire commerce en vieil anglais). Aujourd'hui, c'est une destination populaire avec ses hôtels, petits magasins et restaurants. Au centre se trouve « the Market Hall » (un marché couvert) avec ses arches, construit en 1627, ainsi que l'église St. James.
Les Olympiques de Cotswold sont des jeux qui ont commencé au début du XVIIe siècle et se tiennent sur Dover's Hill, tout près du village.  Des feux d'artifice et un grand feu marquent la fin des jeux.

## Personnalités

### Décès
- Louise Imogen Guiney y est morte le à  2 novembre 1920,